# Tyler Christopher (acteur)
Pour les articles homonymes, voir Tyler Christopher, Christopher (homonymie), Tyler Baker et Baker.
Tyler Christopher, né Tyler Christopher Baker le 11 novembre 1972 à Joliet dans l'Illinois et mort le 31 octobre 2023 à San Diego en Californie, est un acteur américain.

## Biographie
jhh

### Carrière
Tyler Christopher est un acteur apparaissant dans nombre de séries télévisées : Charmed, Angel, JAG ou  Le Caméléon, mais surtout  Hôpital central.

### Affaire judiciaire
En novembre 2019, Tyler Christopher a été arrêté et accusé d'ivresse publique à Martinsville dans le comté de Morgan (Indiana). Il a plaidé coupable et a payé une petite amende.

### Mort
Tyler Christopher décède le 31 octobre 2023 à San Diego en Californie à l'âge de 50 ans d'une crise cardiaque .

### Vie privée
Sur le tournage de Hôpital central, Tyler Christopher rencontre l’actrice Eva Longoria, interprète de Gabrielle dans la série Desperate Housewives. Ils se sont mariés en 2002, peu de temps après leur rencontre. Leur mariage n'aura duré que deux ans, puisqu'ils divorcent en 2004.
L'acteur Tyler Christopher a aussi été fiancé à l'actrice Vanessa Marcil.

## Filmographie

### Cinéma
- 1997 : Common Bonds : Scott (en tant que Tyler Baker)
- 1999 : Catfish in Black Bean Sauce : Michael
- 2000 : Face the Music : Dan
- 2001 : Out of the Black : Cole Malby
- 2002 : Frogmen Operation Stormbringer : Rick
- 2010 : Raven : Vlad
- 2011 : Shouting Secrets : Tushka
- 2014 : Beyond the Lights : Liam King
- 2017 : F.R.E.D.I.
- 2018 : Pretty Broken
- 2019 : Virtual Games (Max Winslow and the House of Secrets) de Sean Olson (en)
- Date inconnue : Unhallowed

### Courts-métrages
- 2010 : Stage 4.

### Télévision

#### Séries télévisées
- 1996-2016 : Hôpital central : Nikolas Cassadine / Connor Bishop
- 2000 : Angel : Bret Folger
- 2000 : Associées pour la loi : Neil Lumston
- 2000 : Charmed : Anton
- 2000 : Le caméléon : Ethan Clausen / Mirage
- 2001 : Felicity : Clubgoer
- 2001 : Special Unit 2 : Det. David Scott
- 2001-2018 : Des jours et des vies : Stefan O. DiMera / Stefan DiMera / Signore Christofero
- 2002 : Boomtown : Holden McKay
- 2002 : Division d'élite : Seaman Stan Bellows
- 2002 : JAG : Gunnery Sergeant Joe Akers
- 2002 : La Treizième Dimension : Dr. Jay Ferguson
- 2002 : Les experts : Billy Rattison
- 2003 : Preuve à l'appui : Officer Fisher
- 2005 : Into the West : Jacob Wheeler Jr. / Touch the Sky
- 2006 : Secrets of a Small Town : Grant Wilson
- 2011-2013 : The Lying Game : Dan Whitehorse

#### Téléfilms
- 1996 : General Hospital: Twist of Fate
- 2001 : Le Caméléon: Caméléon contre caméléon : Ethan
- 2001 : Sam's Circus : sergent Samuel Van Handle
- 2002 : One for the Money : Joe Morelli
- 2017 : The Other Mother : Mitch
- 2022 : 20.0 Megaquake : Griffin